# 西里西亚俄斯特拉发城堡
西里西亚俄斯特拉发城堡是捷克共和国东北部城市俄斯特拉发的一座城堡。它最初建于13世纪80年代，位于奥斯特拉维采河和Lučina河汇合处附近。该城堡靠近波兰边境，是为军事目的而兴建。

## 历史
1534年，哥特式城堡被改建为一座文艺复兴风格的城堡。它烧毁于1872年，后被重建。 由于在城堡下面开采煤矿，城堡多年失修，但是最近已被重建。如今，该城堡是俄斯特拉发最重要的旅游景点之一。 
城堡于2007年举行“俄斯特拉发的色彩”音乐节。